# Red Bull Air Race 2004
Die Red Bull Air Race 2004 Weltmeisterschaft war die 2. Saison einer von der Red Bull Air Race GmbH organisierten Serie von Luftrennen. Es standen drei Rennen auf dem Plan: Kemble (Großbritannien), Budapest (Ungarn), Reno (USA). 
Gewinner der Red Bull Air Race World Series 2004:
1. Kirby Chambliss ( USA) 17 Punkte
2. Péter Besenyei ( Ungarn) 12 Punkte
3. Jones Steve ( Großbritannien) 10 Punkte

Rennen
| Nr. | Datum         | Rennen        | Sieger          | Zweiter         | Dritter        | Gesamtführender |
| --- | ------------- | ------------- | --------------- | --------------- | -------------- | --------------- |
| 01  | 20. Juni      | Kemble        | Kirby Chambliss | Steve Jones     | Péter Besenyei | Kirby Chambliss |
| 02  | 20. August    | Budapest      | Kirby Chambliss | Klaus Schrodt   | Péter Besenyei | Kirby Chambliss |
| 03  | 18. September | Reno (Nevada) | Mike Mangold    | Kirby Chambliss | Péter Besenyei | Kirby Chambliss |